# Cariñena (DO)

Les quatre appellations de la région d'Aragon (Espagne)

Le Cariñena est un vin réglé par l'AOC (Denominación de Origen) produit dans la province de Saragosse. Sa création date de 1933 et son centre est la ville de Cariñena. C'est l'AOC doyenne de la communauté autonome d'Aragon, et l'une des plus anciennes d'Espagne. Située à 50 kilomètres de Saragosse, au sud de l'Ebre, dans la comarque du Campo de Cariñena, encadrée au sud par la Sierra Virgen et à l'ouest par la région vinicole de la DO de Calatayud.
C'est une région de longue tradition vinicole qui prospéra sous la protection des monastères pendant le Moyen Âge, on y élaborait déjà des boissons alcoolisées (probablement hydromel) au IIIe siècle av. J.-C., avant d'être connue par les Romains comme Carae.

## Environnement
Le terrain surgit à partir de 400 mètres d'altitude, s'élève vers le sud et atteint l'altitude de 800 mètres. Le sol est composé de calcaire rougeâtre sur des strates de rochers de carbonate de calcium et, à certains endroits, de l'ardoise et de l'argile.
Le climat est continental avec des grandes variations thermiques, non seulement entre l'été (ou l'on dépasse 40 °C) et l'hiver (températures minimales de −5 à −8 °C) sinon aussi entre le jour et la nuit. Autre facteur climatique caractéristique est le cers, cierzo en espagnol, vent froid et sec du nord-ouest.

## Cépages
- Rouges : Cariñena ou Mazuela, Grenache, Juan Ibáñez, Tempranillo et Cabernet sauvignon.
- Blancs : Macabeu, Grenache blanc, Moscatel romain et Parellada.

Le cépage le plus commun est le Grenache Noir (55 %), utilisée pour l'élaboration des vins rouges et rosés suivi du Mazuelo et du Tempranillo (15 %). Pour les blancs on utilise le Viura (20 %). Plusieurs producteurs sont en train d'expérimenter sur des cépages étrangers comme le Chardonnay et le Parellada, ce qui élargit  considérablement la variété de vins produits ces dernières années. La plupart des vignes se plantent en espalier avec 3 m de distance entre rangs et une densité d'entre 1500 et 3 000 pieds/hectare. La récolte commence en septembre.

## Communes appartenant à l'AOC
Les communes de la DO Cariñena se trouvent dans les comarques du Campo de Cariñena et de Valdejalón.
Aguarón, Aladrén, Alfamén, Almonacid de la Sierra, Alpartir, Cariñena, Cosuenda, Encinacorba, Longares, Mezalocha, Muel, Paniza, Tosos et Villanueva de Huerva.

## Millésimes
- 1980 Bonne
- 1981 Excellente
- 1982 Bonne
- 1983 Bonne
- 1984 Très Bonne
- 1985 Excellente
- 1986 Moyenne
- 1987 Très Bonne
- 1988 Très Bonne
- 1989 Bonne
- 1990 Très Bonne
- 1991 Très Bonne
- 1992 Très Bonne
- 1993 Très Bonne
- 1994 Bonne
- 1995 Bonne
- 1996 Très Bonne
- 1997 Moyenne
- 1998 Excellente
- 1999 Bonne
- 2000 Très Bonne
- 2001 Excellente
- 2002 Très Bonne
- 2003 Bonne
- 2004 Excellente
- 2005 Excellente
- 2006 Très Bonne
- 2007 Excellente

## Caves
- Abrera, S.A.
- Bodegas Ignacio Marin, S.L.
- Bodegas Lomablanca, S.L.
- Bodegas Manuel Moneva E Hijos, S.L.
- Bodegas Palafox Zaragoza, S.L.
- Bodegas San Valero Sociedad Cooperativa
- Bodegas Señorio De Amezcua, S.A.
- Bodegas Solar De Urbezo, S.L.
- Bodegas Virgen del Aguila, S. Coop.
- Covinca Sociedad Cooperativa
- Grandes Vinos Y Viñedos, S.A.
- Viñazagros, S.L.

### Sources
- (es) Cet article est partiellement ou en totalité issu de l’article de Wikipédia en espagnol intitulé « Campo de Borja (vino) » (voir la liste des auteurs).